# Акдамлар
Акдамлар (тур. Akdamlar) — поселення-махалля, до 2002 року частина села Геїкбаїри на півдні Туреччини, у районі Коньяалти провінції Анталія. Розташоване в передгірському районі на відстані 25 км на захід від столиці провінції міста Анталії. Сучасне поселення існує з 1904 року, хоча люди мешкали на цьому місці й раніше. Населення переважно займалося сільським господарством, а з початку XXI століття розвивається рекреаційний туризм.

## Географія
Акдамлар розташований у верхів'ях долини Богачай. На заході село межує з Геїкбаїри.
Село розташоване на висоті 300 метрів над рівнем моря.

## Історія
Село Акдамлар відоме з 1904 року, засноване вихідцем з Геїкбаїри.
У 1960-х роках населення вело напів кочовий спосіб життя, підіймаючись вище в гори на літо, де уникало спеки та вирощувало додаткові культурні рослини. У поселенні Акдамлар не було школи, тому 50 хлопців ходили пішки до сусіднього села Чакірлар. При цьому на відміну від селян вищого Геїкбаїри, мешканці села піднімалися на гірські пасовища пізніше, наприкінці червня, після жнив озимої пшениці. Так само раніше мешканці Акдамлара поверталися з яйли, щоб встигнути до жнив кукурудзи та арахісу в долині у жовтні.

## Населення
На початок 1960-х років у Акдамларі мешкали 237 особи, що складали 40 подружжів з дітьми та жили в 32 будинках. У селі зберігався титулярний ага (староста) — традиція, втрачена на той момент у сусідніх селах.
Серед сільськогосподарських культур вирощувалися кукурудза, пшениця та овес, були наявні яблуневі, грушеві та горіхові сади, апельсинові дерева. На початок XXI століття також вирощуються гранати, оливи та цитрусові, використовуються теплиці.
Зростає рекреаційний туризм, чому сприяють майданчики для пікніків, що їх громада села орендує в місцевому департаменті лісівництва.

## Інфраструктура
У селі є мечеть, якою керує імам. Мечеть і кав'ярня побудовані за гроші титулярного аги в середині XX століття. Також у селі є базар, де фермери розпродають надлишок цитрусових, що вирощуються подекуди в селі.
Автодорога до сусіднього села Чаріклар побудована 1956 року, розмита повінню 1960 року, надалі відновлена та вдосконалена. Село сполучене з Анталією регулярним автобусним маршрутом.
У селі наявна рибна ферма, що вирощує форель.